# Хипократова заклетва
Хипократову заклетву традиционално полажу лекари обавезујући се на устрајавање у етичком вршењу дужности своје професије. Иако не постоје непобитни докази претпоставља се да је заклетва дело Хипократа, оца медицине, или неког од његових ученика. Настала је око 4. века п. н. е. Иако је садржина оригиналне Заклетве релативно ван временског контекста сматра се традиционалним чином увођења лекара у праксу.

## Заклетва у оригиналу
Оригинална заклетва написана је на грчком а најранији превод је на латинском. 
Кунем се Аполоном лекаром, Асклепијем, Хигејом, и Панакејом, и за сведоке узимам све богове, и све богиње, да ћу се у складу са својим способностима и својим расуђивањем држати ове Заклетве.
Да ћу сматрати драгим као родитеља оног који ме је научио овој уметности; да ћу живети у слози са њим и, уколико је то потребно, делити своја добра са њим; да ћу његову децу гледати као своју браћу, да ћу их, уколико то зажеле, подучити овој уметности без наплате или писане обавезе, да ћу поделити са својим синовима, синовима учитеља и ученицима који су се уписали и прихватили правила професије, али само са њима, правила и инструкције.
Преписиваћу лечење на добробит својих пацијената у складу са мојим способностима и мојим расуђивањем и никада никоме нећу нанети зло.
Никоме нећу, чак и ако ме замоли, преписати смртоносан отров нити ћу му дати савет који може проузроковати његову смрт.
Нити ћу дати жени средство за побачај.
Одржаћу чистоту мог живота и мог умећа.
Нећу оперисати код камена, чак и ако је болест очигледна код пацијента; оставићу ову операцију специјалистима тог умећа.
У коју год кућу да уђем, ући ћу само за добробит мојих пацијената, држећи се подаље од било каквог намерног недела и од завођења жена и мушкараца зарад љубавних задовољстава, било да су слободни или робови.
Све што сазнам приликом вршења моје професије или свакодневног пословања са људима, а што не треба ширити даље, чуваћу као тајну и никада нећу открити.
Уколико се верно држим ове заклетве, нека уживам у мом животу и пракси моје уметности, поштован од стране свих људи за сва времена; али уколико застраним са ње или је прекршим, нека ме све супротно задеси.

## Заклетва у модерним околностима
Значај Хипократове заклетве је у њеној историјској и традиционалној вредности. Већина лекарских удружења широм света прешла је на модернизоване верзије Заклетве, које имају већи степен релевантности са данашњим моралним дилемама са којима се лекари могу суочити. Међутим, оригинална Заклетва поставила је темеље модерним схватањима етичног понашања лекара у пракси. Најбољи пример за то је поверљивост на коју је лекар обавезан у односу са пацијентом. Ипак, питања побачаја и еутаназије данас имају нову перспективу која се нужно не поклапа са обећањем изнетим у Заклетви.
Након светских ратова, уочивши пропусте лекара који су у великоме застранили од начела своје професије, Женевском декларацијом текст заклетве је модификован до данашње модерне верзије коју је прихватила већина данашњих лекара. Полагање ове заклетве је на многим универзитетима део дипломске церемоније на студијама медицине.

## Модерна верзија заклетве
Ово је превод заклетве које је усвојена 1946. у Женеви.
У часу када ступам међу чланове лекарске професије свечано обећавам да ћу свој живот ставити у службу хуманости.
Према својим учитељима сачуваћу дужну захвалност и поштовање.
Свој позив ћу обављати савесно и достојанствено.
Највећа брига ће ми бити здравље мог болесника.
Поштоваћу тајне онога ко ми се повери.
Одржаваћу свим својим силама част и племените традиције лекарског звања.
Моје колеге ће бити моја браћа и сестре.
У вршењу дужности према болеснику неће на мене утицати никакви обзири, етничко порекло, род, вера, националност, раса, сексуална оријентација, политичка или класна припадност.
Апсолутно ћу поштовати људски живот од самог почетка.
И под претњом нећу попустити да се искористе моја медицинска знања, супротна законима хуманости.
Ово обећавам свечано, слободно позивајући се на своју част.